# ウィリアム・フィッツロイ (第3代クリーヴランド公爵)
第3代クリーヴランド公爵および第2代サウサンプトン公爵ウィリアム・フィッツロイ（英語: William FitzRoy, 3rd Duke of Cleveland, 2nd Duke of Southampton、1698年2月19日 - 1774年5月18日）は、グレートブリテン王国の貴族。1698年から1730年までチチェスター伯爵の儀礼称号を使用した。

## 生涯
1698年2月19日、第2代クリーヴランド公爵および初代サウサンプトン公爵チャールズ・フィッツロイとアン・パルトニーの息子として生まれ、1730年9月9日に父が死去すると爵位を継承した。イングランド執事長（Chief Butler of England）、王座裁判所および民間訴訟裁判所歳入役（Receiver-General of Profits of the Seals in the King's Bench & Common Pleas）、Comptroller of the Seal & Green Wax Officesといった閑職を歴任した。
1731年、第2代ノッティンガム伯爵および第7代ウィンチルシー伯爵ダニエル・フィンチの娘ヘンリエッタ（1742年4月没）と結婚した。
1774年5月18日に死去、後継者がいなかったためクリーヴランド公爵とサウサンプトン公爵は断絶した。